# Cosițeni (okręg Gałacz)
Cosițeni – wieś w Rumunii, w okręgu Gałacz, w gminie Brăhășești. W 2011 roku liczyła 210 mieszkańców.